# 교도소
감옥(監獄)은 국가가 범죄에 대한 형벌로써 사람의 일부 자유를 박탈하고 강제로 수용해 두는 시설을 가리킨다. 많은 나라에서 교도소에서의 형무는 강제 노동(징역)을 포함한다. 문화어에서는 교화소(敎化所)로 부른다.
대한민국에서 교정시설은 크게 교도소(矯導所, 영어: prison)와 구치소(拘置所, 영어: jail)로 나뉜다. 교도소는 범죄를 저질러 징역형이나 금고형을 선고받았거나, 벌금형을 선고받고 벌과금을 납부하지 않아 노역장에 유치된 노역수 등 기결수가 복역하는 장소를 말한다. 한편 구치소는 주로 사람을 일시적으로 수용하기 위한 시설로서, 보통 판결 확정 전에 증거인멸과 도주의 우려가 있어 구속된 미결 수용자를 비롯하여 단기의 징역 또는 금고형을 선고받은 기결수 또는 사형을 선고받은 기결수가 수용된다.

## 나라별 교도소/구치소

### 대한민국

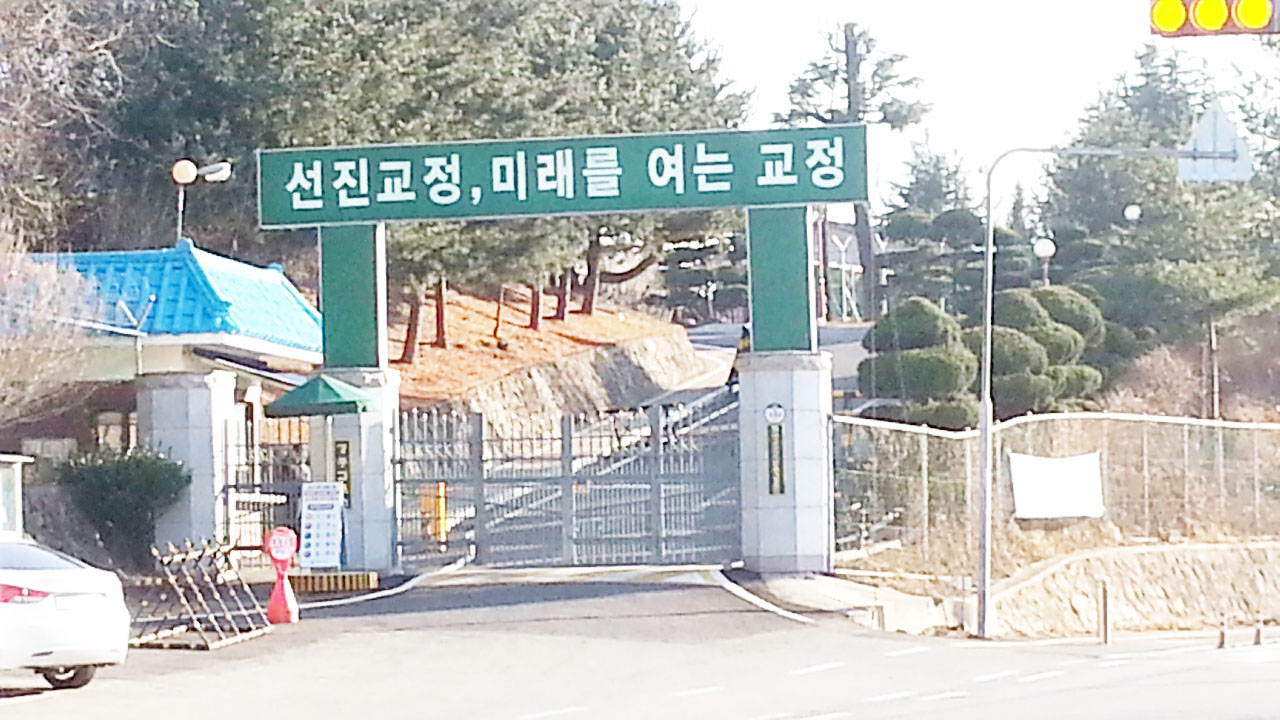
경주교도소 정문

대한민국에서 교도소와 구치소는 대한민국 법무부 소속 하에 설치·운영되고 있으며, 법무부 산하 교정본부에서 업무를 담당한다.
교도소는 나이와 신분, 죄질 등에 따라 소년교도소(나이), 일반교도소, 여자 교도소, 외국인 교도소, 국군교도소, 민간 교도소(신분), 특별 교도소(죄질) 등으로 구분할 수 있으며, 또한 판결 확정 여부에 따라 일반적으로 기결수는 교도소, 미결수는 구치소에 수감된다. 한편 구치소가 없는 지역이거나 기타 불가피한 특수 상황에서는 구속된 미결수를 교도소에 수감하기도 한다.
경우에 따라서는 미결수도 교도소에 수용되거나, 기결수도 형기가 짧거나 다른 재판이 진행 중인 경우 구치소에 수용될 수 있다. 가장 죄질이 무거운 수형자는 특별범죄자로 분류되어 경북북부교도소에, 일반범죄자 중 죄질이 가장 무거운 범죄자는 부산교도소에 수감된다.
만 13세 미만자(어린이)는 아무리 큰 죄를 지어도 교도소에 수감될 수 없고, 한편 만 13세부터 만 19세 미만의 청소년은 소년교도소에 수감된다(경상북도 김천시 지좌동 소재). 여자교도소로는 청주여자교도소가 유일하다. 사설기업이 운영하는 민영교도소는 경기도 여주시 북내면 외룡리에 소망교도소가 유일하다. 양심적 병역거부자들의 대체복무는 교도소에서 이루어져 형벌성 논란이 있다.
교도소에서는 과거 군대식 점호를 2008년 형집행법으로 개편하면서 점검으로 법제하 하였으며, 매일아침 기상, 하루 일과 마감, 저녁 자율시간에 정기적인 인원점검에다 부정기적인 교도소 보안과장이 순회하는 순시 점검을 하고 있다. 교도관은 수감자들에게 벌점에 해당되는 스티커를 부여할 수 있는데 스티커의 숫자가 많아지면 그만큼 가석방과 멀어지며 제때 출소하게 된다. 스티커가 없어야 모범수이며 모범수가 되어야 가석방의 기회가 생긴다. 이때는 거실 정리정돈 복장 단정과 함께 복도를 바라보며 정렬 대형으로 앉아 거실 방번호를 부르면 방 대표가 총원이나 인사응답한다. 교도소 거실은 수용자가 없을 때를 제외하고 24시간 조명을 밝혀 수면을 방해하나 법적 근거는 없고 법무부 내규에 의한다.

#### 대한민국 교도소의 종류
- 일반교도소
- 특별교도소
- 국군교도소
- 소년교도소
- 직업훈련소

#### 대한민국 교도소의 목록
- 강릉교도소
- 경북북부교도소
- 경북직업훈련교도소
- 경주교도소
- 국군교도소 (대한민국 국군의 군사교도소)
- 공주교도소
  - 논산지소
- 광주교도소
- 군산교도소
- 김천소년교도소
- 대구교도소
- 대구구치소
- 대전교도소 - 대체복무요원 교육시설이 있다.
- 목포교도소
- 밀양구치소
- 부산교도소
- 부산구치소
- 상주교도소
- 서울구치소
- 서울남부교도소
- 서울남부구치소
- 서울동부구치소
- 소망교도소 (최초의 민영교도소)
- 수원구치소
  - 평택지소
- 순천교도소
- 안동교도소
- 안양교도소
- 여주교도소
- 영월교도소
- 울산구치소
- 원주교도소
- 의정부교도소
- 인천구치소
- 장흥교도소
- 전주교도소
- 정읍교도소
- 제주교도소
- 진주교도소
- 창원교도소
- 천안개방교도소
- 청주교도소
- 청주여자교도소
- 춘천교도소
- 충주구치소
- 통영구치소
- 포항교도소
- 해남교도소
- 홍성교도소
  - 서산지소
- 화성직업훈련교도소

### 미국
미국에서는 감옥을 가리키는 말로 prison(형무소)과 jail(구치소)이라는 두 가지의 표현이 있어 서로 구분되는 의미를 가진다. prison은 주로 수 년 이상의 징역을 선고받은 수형자가 복역하는 별도의 시설을 가리키는 말이고, jail은 단기의 징역을 선고받거나 재판을 기다리는 사람을 일시적으로 수용해놓는 곳(예컨대 지방 보안관이 운영하는 구금 시설 등)을 가리킨다.
미국의 교도소는 운영의 상당 부분이 민영화되어 있어 노동으로 얻는 민간 수익에 관해 ILO 협약 위반 논란이 있다. 한편 가석방 제도가 크게 활성화되어 있어 수형자들은 수시로 위원회로부터 가석방 심사를 받으며 조건(예: 마약 방지 프로그램에 참여)을 합의하고, 이를 충족하면 가석방된다. 가석방 이후 대상자는 보호 관찰을 받는데, 이 경우 담당자가 수시로 집에 방문하여 통금 시간이나 재범 방지 프로그램 참여, 피해자와의 접촉 금지 등의 조건을 지키고 있는지 확인하는 조치가 이루어진다.

### 일본
일본에는 노약자 전용 사동이 있다. 일본은 엄벌주의를 채택하는 나라이므로 미성년자도 강력범일 경우 징역형에 처한다. 초등학생인 네바다 땅이 급우를 살해하고 징역 9년을 선고 받아서 11살에 수감되어 20살에 출소한 사례도 있다. 노약자 전용 사동이 존재하는 이유는 미성년자도 예외 없이 수감 시키기 때문이다.

### 중국
중국 교도소들은 통제의 용이함에 중점을 두고 있다. 그러나 높은 사람들이나 거물급 범죄자들을 수용하는 호화 교도소인 베이징에 건설된 친청 교도소도 있다.

### 러시아
러시아에서 교도소의 형태 중 가장 흔한 것은 과거 소련 시절 굴라그의 연장선으로서 존재하는 교화 유형지(исправительная колония)이다. 수형자들은 이곳에서 구금되는 시간 외에는 강제노역을 하며, 노동에 대한 급료를 받으나 그 대부분이 교도소 유지 비용으로 압취당한다. 교화 유형지의 형태는 특별(최고 엄중), 엄중, 일반, 개방형으로 구분되는데, 특별 교도소의 일례로 러시아의 최고형인 종신형 수감자들만을 수용하는 흑돌고래 교도소 등이 있다.

## 사업
교도소의 수감자들은 그냥 감금된 채 가만히 있는 것이 아니다. 교도소에서는 수감자들에게 일을 시키는데 이를 '노역'이라 한다. 노역을 하면 그 댓가로 영치금을 지급해준다. 이 형태가 국가별로 차이가 있다. 원래의 취지는 수감자가 만기 출소한 이후 해당 직업에 종사하도록 만들기 위해서이다.
- 대한민국: 붓, 벼루, 책상, 공책 등 수공예 상품을 제작하도록 시키고 각종 기술을 가르쳐 자격증을 취득시킨다. 공산품 중에 가격이 이상할 정도로 저렴하며 대한민국 법무부 마크가 찍혀있다면 그 공산품은 수감자가 제작한 것이다. 인건비가 거의 안 들어가기 때문에 저렴한 것이다.[출처 필요]

- 중국: 죄수 1인 당 컴퓨터 1대씩 제공하며 강제로 MMORPG 게임을 시킨다. 게임은 교도관이 1인당 일정 할당량 만큼 게임 아이템을 캐도록 시키며 할당량을 채우지 못하면 플라스틱 작대기로 구타한다.[1] 주로 월드 오브 워크래프트나 던전 앤 파이터 등의 게임을 하도록 되어 있다. 수익금은 당연히 교도관들이 착복한다.

## 교도소를 소재로 한 작품
- 개그콘서트 - 비정상 교도소
- 개그콘서트 - 출소
- 개그콘서트 - 면회
- 개그콘서트 - 그만했으면회
- 슬기로운 감빵생활 - tvN 드라마
- 7번방의 선물
- 전설의 마녀 - MBC 주말드라마
- 닥터 프리즈너 - KBS 2TV 수목 드라마 (2019년 상반기 방영작)
- 쇼생크탈출

## 문제점
반성은 거의 없다. 정치인은 예우도 해주고 몇년만 있다가 무조건 사면시켜서 다시 사회로 나오고 교도소 내에서 동료 수감자에게 싸움이나 범죄를 배워서 출소한 뒤 더 심각한 범죄를 저지르게 되는 경우가 많이 있다.

## 판례
변호사가 접견을 핑계로 수용자를 위하여 휴대전화와 증권거래용 단말기를 구치소 내로 몰래 반입하여 이용하게 한 행위는 위계에 의한 공무집행방해죄에 해당한다.

## 같이 보기
- 유치장
- 소년원
- 구치소 (법률)
- 수퍼맥스 프리즌(영어판)
  - ADX 플로렌스 (록키산맥의 알카트라즈)
  - 흑돌고래 교도소 - 러시아의 수퍼맥스 프리즌
- 신장위구르 재교육센터 (중국)
  - 중국의 대중감시
- 조선민주주의인민공화국의 정치범수용소
  - 조선민주주의인민공화국의 관리소(영어판)